# Edice Expedice
Edice Expedice byla samizdatová ediční řada pro nezávislou literaturu, založená v roce 1975 Václavem Havlem a Daňou Horákovou. Název odkazoval k nakladatelství Václava Matěje Krameria Česká expedice z 19. století. Svého času poskytla edice prostor mnoha dílům všelikých názorových proudů. Byla více zaměřena na filozofii a humanitní vědy než starší Vaculíkova Edice Petlice. Vyšly zde práce filozofů Jana Patočky, Radima Palouše, Ladislava Hejdánka, Zdeňka Neubauera, Václava Bělohradského, Erazima Koháka, Milana Machovce, Jana Sokola, literárních teoretiků Jana Lopatky, Václava Černého, Jindřicha Chalupeckého, Andreje Stankoviče. Část prozaických děl převzala edice od Vaculíkovy Petlice (díla Václava Bendy, Jiřího Gruši, Bohumila Hrabala, Evy Kantůrkové, Mojmíra Klánského, Pavla Kohouta, Edy Kriseové, Karla Pecky ad.). Zcela nové prozaické texty v edici Expedice vydal například Zdeněk Urbánek, Ivan Matoušek, Jaroslav Bílý nebo Ladislav Dvořák. Také většina básnických titulů byla převzata z Petlice (díla Jiřiny Haukové, Jaromíra Hořce, Emila Juliše, Petra Kabeše, Jiřího Koláře, Bohuslava Reynka, Zdeňka Rotrekla, Jaroslava Seiferta, Jana Skácela, Karla Šiktance, Ivana Wernische). K Havlovým básnickým objevům patřili Jiří Kuběna, Zbyněk Hejda nebo Václav Jamek. V roce 1985 zde byla vydána antologie básníků nejmladší generace (uspořádal Andrej Stankovič) – např. Petr Placák a Jáchym Topol. Vydávány byly i písňové texty (Jaroslav Hutka, Vlastimil Třešňák). Edice vydávala i dramata, krom Havlových to byla dramata Jiřího Dienstbiera, Pavla Kohouta, Pavla Landovského, Karola Sidona, Zdeny Tominové nebo Josefa Topola. Havel také prosadil vydávání děl undergroundových autorů – Egona Bondyho, Ivana Martina Jirouse aj. Někdy edice vydávala díla psaná přímo ve vězení nebo reflektující věznění – právě v edici Expedice vyšly Havlovy Dopisy Olze, Kantůrkové Mé přítelkyně v domě smutku nebo Eseje z ostrova Rudolfa Battěka, psané v ruzyňské věznici. V edici vyšly i dva knižní rozhovory exilového autora Karla Hvížďaly – s Václavem Havlem (Dálkový výslech) a Václavem Bělohradským (Myslet zeleň světa). Přibližně jednou pětinou byly v edici zastoupeny překlady (např. Romano Guardini, Konrad Lorenz, Hannah Arendtová, Friedrich August von Hayek, Martin Heidegger, Adolf Portmann, Carl Gustav Jung, Nikolaj Fjodorovič Fjodorov, Raymond A. Moody, Elias Canetti, George Orwell, Dietrich Boenhoeffer).
Po odchodu Dani Horákové do emigrace převzal v roce 1979 její pravomoci bratr Václava Havla Ivan M. Havel a manželka Václava Havla Olga Havlová. Díky nim činnost pokračovala i po zatčení Václava Havla v květnu 1979 (proces s členy Výboru na obranu nespravedlivě stíhaných). V květnu 1981 byli Ivan M. Havel a Olga Havlová rovněž zatčeni a obviněni z trestného činu podvracení republiky, i v souvislosti s edicí. Trestní stíhání bylo zastaveno, přesto edice utlumila činnost. Některé připravené tituly pak vydal Pavel Bratinka ve své samizdatové edici Svíce. Po propuštění Václava Havla roku 1983 byla činnost edice obnovena. V nové redakční radě byli mj. i Jan Lopatka, Martin Palouš a Zdeněk Urbánek. Poslední schůzka redakční rady proběhla 17. října 1989, poté již přišla sametová revoluce a činnost ztratila smysl, byť některé připravené texty byl distribuovány ještě v roce 1990. 
V edici vyšlo celkem 232 titulů. Průměrně vycházelo 18 titulů ročně, nejvíce v roce 1980 (38 titulů). Nejvíce kopií od jednoho titulu bylo 72 (v případě Havlovy hry Asanace). Zpočátku se opisovalo na psacích strojích, k opisovačkám patřila i pozdější známá publicistka Petruška Šustrová. V každém výtisku však jako opisovač byl uveden jen Václav Havel, a to s vlastnoručním podpisem, což mělo zmást policii. Po jeho uvěznění každý výtisk signovala Olga Havlová, později se od této praxe upustilo, neboť bylo jasné, že policie strukturu samizdatového vydavatelství zná. Později byl využíván xerox, poněkud kuriózně na ministerstvu financí (díky Ivanu Chvatíkovi). Ještě později byla zapojena i počítačová technika, díky Jaroslavu Boreckému, zajištěná mj. díky grantu, který Petruška Šustrová získala od kanadské Nadace Jana Husa. Fotografický doprovod některých knih zajišťoval Ondřej Němec, korektorem byl filozof, matematik a překladatel Jiří Fiala. Listy vázali různí pražští knihvazači. Cena knih se zpravidla pohybovala mezi 35 až 150 korunami, tedy o něco více než stály tehdy oficiálně vydávané knihy. První odběratelé knih pocházeli z filozofických salonů, které ve svém bytě v Pařížské ulici č. 7 pořádala Daňa Horáková.
Distribuci do zahraničí zajišťoval nejprve Tomáš Vrba, později Jiřina Šiklová. Z cizinců to byli německý diplomat Wolfgang Scheur, překladatel Joachim Bruss, Kanaďan Peter Bakewell nebo Švéd Peter Trejler. Ti pašovaly knihy do Německa, kde je Vilém Prečan archivoval (Československé dokumentační středisko) a dále kopíroval a šířil.